# Pygmaeocereus bylesianus
Pygmaeocereus bylesianus es una especie de plantas en la familia Cactaceae. Es endémica de Perú donde se distribuye en el departamento de Arequipa; se encuentra a una altitud de entre 50 y 1000 m s. n. m. Es una especie común en lugares localizados.

## Descripción
Pygmaeocereus bylesianus crece tallos  esféricos a cilíndricos cortos de color verde oscuro de hasta 8 centímetros de largo y 2 cm de diámetro. Los tallos se ramifican en la base, formando pequeños cojines. Tiene una carnosa raíz pivotante disponible. Las 12 a 14 costillas aparecen inicialmente y posteriormente se dividen en distintas jorobas. Las 10 a 15 espinas son oscuras y tornan a canosas con la edad, miden de 3 a 7 milímetros de largo y no se distinguen claramente las espinas centrales y las radiales. Las espinas centrales son ocasionalmente largas, de 1-2 a 2 centímetros. Las flores en forma de embudo ancho, blanco miden 6 centímetros de largo, con un tubo muy delgado y largo. Los frutos son esféricos y de color rojo con unos 15 milímetros de tamaño. Tienen paredes gruesas y desgaste longitudinal o secos.

## Taxonomía
Pygmaeocereus bylesianus fue descrita por Andreae & Backeb. y publicado en National Cactus and Succulent Journal 12(4): 86. 1957.
Etimología
Pygmaeocereus': nombre genérico que deriva del latín:  "pygmaeus" = "enano" y "Cereus" = un género de la cactáceas; por lo tanto significa "Cereus enano".
bylesianus: epíteto otorgado en honor del botánico Ronald Stewart Byles.
Sinonimia
- Arthrocereus bylesianus
- Pygmaeocereus akersii
- Pygmaeocereus rowleyansus
- Arthrocereus rowleyanus